# Alecton (aviso)
La corvette Alecton était un navire colonial de la marine française au XIXe siècle, connue pour avoir été l’un des premiers navires qui, ayant rencontré un calmar géant  Architeuthis  au large des Canaries, en fit une description précise et scientifique au lieu de donner lieu à des récits plus ou moins mythologiques.

## Historique du bâtiment
L’Alecton, du nom d’Alecto, l’une des trois Furies (en grec alekto signifie « implacable »), a été mis en chantier en 1859 à La Seyne-sur-Mer et lancé en 1861. Il avait une longueur de 60 mètres et une largeur de 12 mètres pour un déplacement de 570 tonnes. L’Alecton était doté de roues à aubes mues par une machine à vapeur de 120 chevaux, et d'un gréement de goélette à hunier. Le navire avait un équipage de soixante-six hommes et un armement de deux canons légers. Il est utilisé comme aviso en particulier pour assurer la liaison Toulon-Cayenne. L’Alecton est désarmé le 10 août 1883 et démoli en 1884 à Lorient.

## Récit de voyage de Frédéric Bouyer
Frédéric Bouyer qui commanda l’Alecton a écrit un récit de voyage, qui a d’abord paru comme article dans Le Tour du Monde en 1866 et plus tard sous forme de livre : La Guyane française : notes et souvenirs d’un voyage effectué en 1862-1863 (publié en 1867).
L’ouvrage était illustré par des artistes d’après les croquis réalisés par les officiers sur l’Alecton, et par Bouyer lui-même. L’illustration représentant le navire a été réalisée par Édouard Riou d’après le croquis de l’enseigne de vaisseau E. Rodolphe.

## Rencontre avec le calmar géant

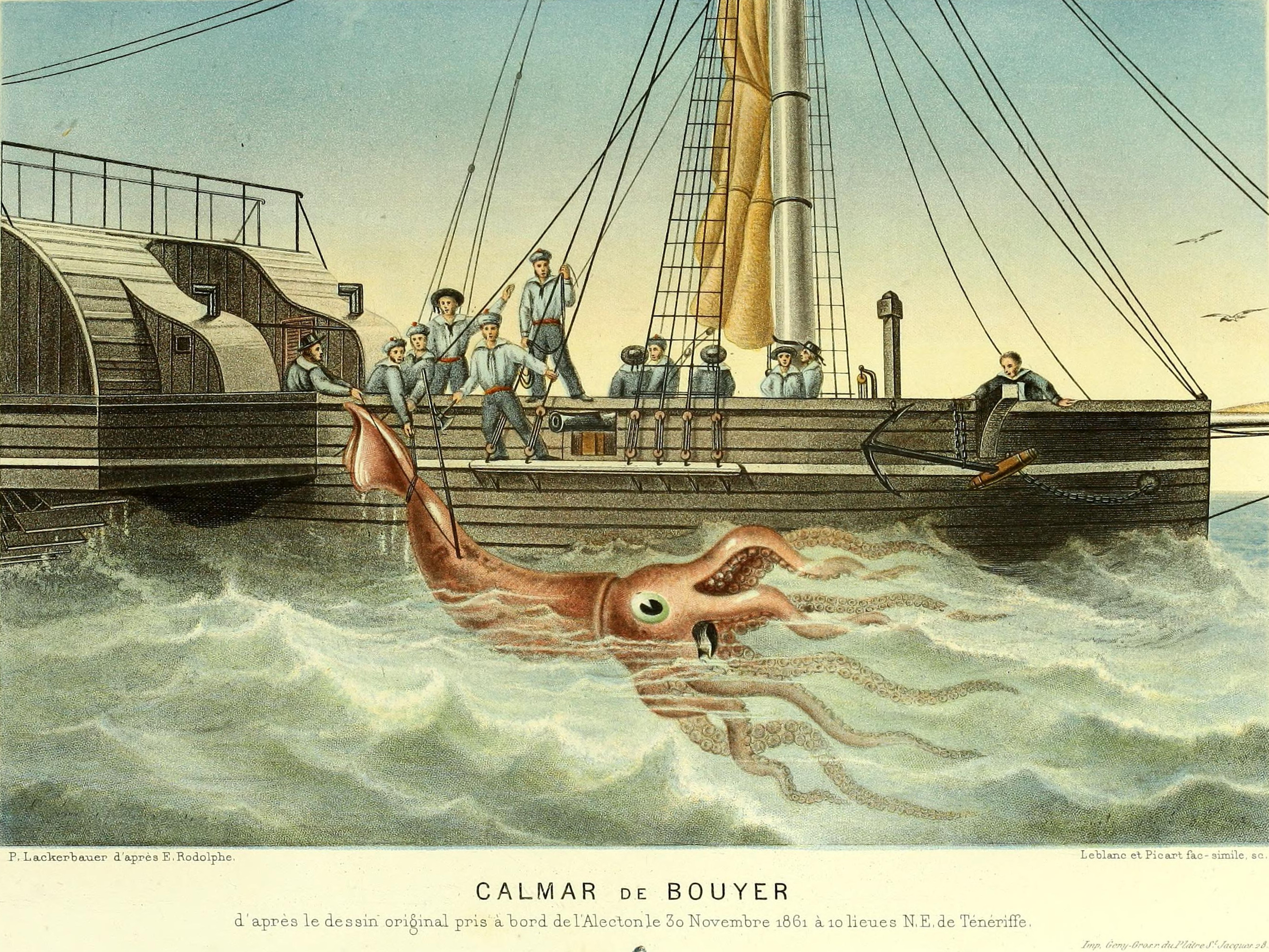
L’Alecton tente de hisser à bord le calmar géant Architeuthis au large de Tenerife en novembre 1861.

La rencontre avec le calmar géant a eu lieu en novembre 1861 (le 17 ou le 30 selon les sources) alors que le bâtiment était commandé par Frédéric Bouyer.

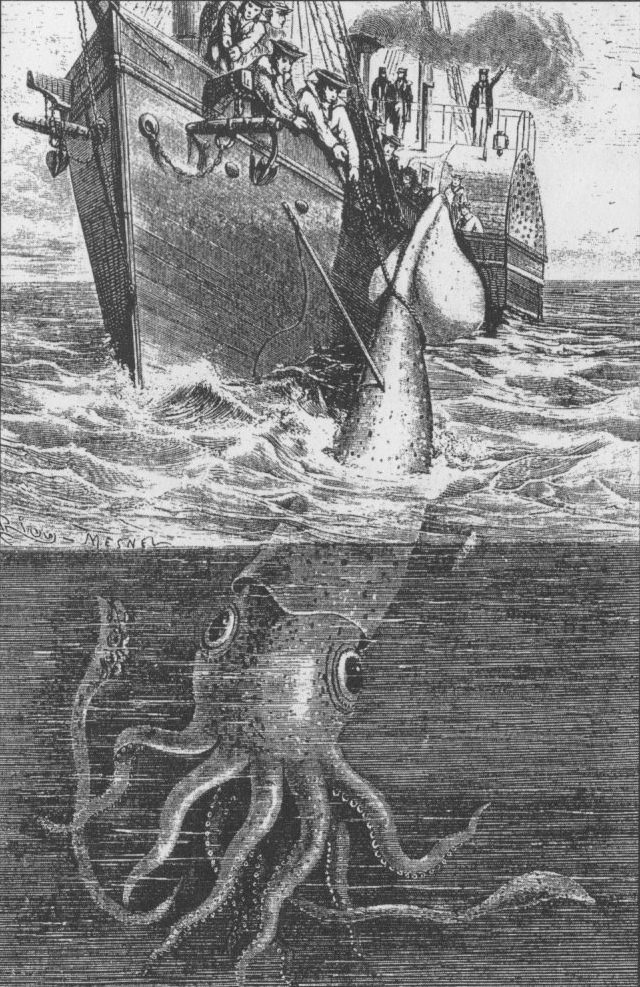
Le calmar géant, grossi par Louis Figuier, 1866.

L’Alecton était en route vers la Guyane, lorsque, dans les parages de Tenerife, la plus grande des sept Canaries, la vigie signala « un grand corps en surface, en partie submergé ». Le capitaine Frédéric Bouyer et ses hommes reconnurent ce qu’ils appelèrent alors « un gigantesque encornet ». Tous avaient déjà entendu parler de calmars géants mais les légendes marines étaient alors si répandues et si exagérées, que la communauté scientifique doutait de leur existence. Pourtant des morceaux de calmar géant mutilés et décomposés avaient fait surface, notamment au large de la Zélande et au Danemark à Skagen Odde, en 1847 et en 1854, mais personne n’avait jamais capturé ni vu un spécimen vivant. Résolu à capturer le « monstre » estimé jusqu’à 5 mètres de long, le capitaine Bouyer ordonna au navire de tirer des mousquets, de lancer des harpons et d’essayer de remonter le calmar avec un nœud coulant. Les marins réussirent à passer un lasso autour du calmar blessé mais son poids était si important que lorsqu’ils tentèrent de le hisser à bord, il se déchira et seule l’extrémité de la queue, d’un poids de 14 kilos selon le capitaine, put être récupérée.

## Vingt mille lieues sous les mers
Le récit du capitaine de l’Alecton a convaincu les scientifiques que les céphalopodes de grande taille étaient réels (et qu’il fallait donc les rechercher). Sur le plan littéraire, il a inspiré Jules Verne qui, dans Vingt mille lieues sous les mers publié neuf ans après la rencontre, en 1870, met en scène des calmars géants attaquant le Nautilus du capitaine Nemo,; toutefois, Verne les dépeint si grands, qu'ils prennent le sous-marin pour une proie, ce qui tient plus de la légende du Kraken que de la créature réelle.